# Tetramesa persica
Tetramesa persica är en stekelart som först beskrevs av Hans Hedicke 1921.  Tetramesa persica ingår i släktet Tetramesa och familjen kragglanssteklar. Inga underarter finns listade i Catalogue of Life.